# クック (犬)
クック（英語: Cook、2000年11月11日 - 2016年4月19日）は、動物タレントとして知られているジャック・ラッセル・テリアである。
スペインの宝くじの広告で「パンチョ」という役を演じていたことで知られており、収入は一日あたり500ユーロほどであった。

## 経歴
クックはバルセロナのカステイダフェルスで生まれた。飼い主はトレーナーのアントニオ・ヴァローとその妻のヨランダであった。
生後4ヶ月頃に、クックは7万ペセタで売られ、名前が「クック」に変更された(元の名前はラッケであった)。
2003年、クックはテレビシリーズ、『Aquí no hay quien viva』でヴァレンティン役として出演し、ヴィセンタ・ベニート（ジェマ・クエルボ演）の仲間を演じた
2014年8月、クックは製作会社アトレスメディアが製作した映画、『Pancho, el perro millonario』でパンチョ役を演じた。
2016年4月19日に心停止のため死去。

## 家族
クックの息子、ラムセスは2018年にテレビシリーズ『Sabueso』の主演を務めた。

## 受賞歴
- the Gran AMPE de Oro（ソフィア王妃芸術センターより）[7]
- the Premio a la Excelencia Publicitaria（ソフィア王妃芸術センターより）[7]